# Marc Detton
Marc Pierre Detton (Thorigny-sur-Marne, 20 febbraio 1901 – Parigi, 24 gennaio 1977) è stato un canottiere francese.

## Palmarès

### Olimpiadi
- 1 medaglia:
  - 1 argento (Parigi 1924 nel due di coppia)

### Europei
- 3 medaglie:
  - 1 oro (Praga 1925 nel due di coppia)
  - 1 argento (Zurigo 1924 nel singolo)
  - 1 bronzo (Barcellona 1922 nel singolo)